# Crangonoidea
Crangonoidea là một siêu họ của tôm có chứa hai họ Crangonidae và Glyphocrangonidae.